# Липушки
Ли́пушки (латыш. Lipuški) — населённый пункт в Резекненском крае Латвии. Административный центр Маконькалнской волости. Находится на южном берегу озера Разнас. Расстояние до города Резекне составляет около 33 км. По данным на 2018 год, в населённом пункте проживало 265 человек.

## История
Деревня была основана как поселение старообрядцев. В 1893 году была построена старообрядческая моленная.
В советское время населённый пункт был центром Маконькалнского сельсовета Резекненского района. В селе располагалась центральная усадьба совхоза «Маконькалнс».